# Сетнахт
Сетнахт (Userkhaure-setepenre Setnakhte) е първият фараон от Двадесета династия на Древен Египет. Управлява през 1187 – 1185 г. пр.н.е. или 1189 – 1186 г. пр.н.е.

## Управление
Краткото управление на Сетнахт ознаменува началото на 20-а династия (Рамесиди), при която приключва периода на Новото царство на Египет. Прието е, че Сетнахт е бил военачалник и сановник, който може би не е имал пряка роднинска връзка с фараоните от предишната династия. Възкачва се на трона след преврат срещу царица Твосрет, която управлявала Египет като фараон.
Някои египтолози предполагат, че Сетнахт е далечен правнук на Рамзес II. Факт е че през управлението си Сетнахт се опитва да изтъкне своята свързаност с великите фараони от 19-а династия и дори всички наследници от неговата собствена династия носят името Рамзес. В надписите си фараон Сетнахт посочва, че счита Сети II за свой последен законен предшественик, фараоните, управлявали след това, обявява за узурпатори.
Сетнахт управлява 3 или 4 години преди да бъде наследен от Рамзес III. Погребан е в гробницата предвидена за Твосрет.